# David Thouless
David James Thouless (Bearsden, Escócia, 21 de setembro de 1934 – 6 de abril de 2019) foi um físico escocês. Laureado com o Nobel de Física de 2016, juntamente com Duncan Haldane e John Michael Kosterlitz.

## Publicações selecionadas
- J. M. Kosterlitz & D. J. Thouless, "Ordering, metastability and phase transitions in two-dimensional systems", Journal of Physics C: Solid State Physics, Vol. 6 pages 1181-1203 (1973)
- Topological Quantum Numbers in Nonrelativistic Physics, World Scientific Publishing Co. Pte Ltd, 1998
- The quantum mechanics of many-body systems (Pure and applied physics series), Academic Press, 1972